# Corallimorphus ingens
Corallimorphus ingens is een Corallimorphariasoort uit de familie van de Corallimorphidae. De wetenschappelijke naam van de soort is voor het eerst geldig gepubliceerd in 1918 door Gravier.